# Bundesstraße 588
Pour les articles homonymes, voir Route 588.
La Bundesstraße 588 (abrégé en B 588) est une Bundesstraße reliant Eggenfelden à Neuötting.

## Localités traversées
- Bavière
  - Arrondissement de Rottal-Inn
    - Eggenfelden
    - Wurmannsquick
    - Mitterskirchen

  - Arrondissement d'Altötting
    - Erlbach
    - Reischach
    - Neuötting
    - Winhöring